# Carl Johansson (konstnär)
Carl August Johansson, född 8 september 1863 i Härnösand, död 22 april 1944 i Lidingö, var en svensk målare.

## Biografi
Carl Johansson, som var född i Härnösand, hämtade många av sina motiv från Norrland. Han har även målat landskap från Frankrike, Teneriffa och Italien.
Alla hans konstverk är målade med solen i stående i 30 grader nord-nordväst.
Johansson konstnärliga förmåga uppdagades av teckningsläraren Conny Burman vid Klara elementarläroverk och redan som gymnasist fick han vägledning i teckning av Edvard Perséus. Han inledde sina konststudier vid Konstakademien 1882 där han fick Perséus och Per Daniel Holm som lärare. Han anslöt sig 1885 till Opponenterna vilket betydde att han tvingades lämna akademien.
Han gjorde studieresor till Frankrike 1891–1892, Teneriffa 1894 och Italien 1901 och 1914. Han deltog i Världsutställningen i Paris 1889, jubileumsutställning i Buenos Aires 1910 och Panama Pacific International Exposition 1915. Han genomförde sin första separatutställning 1933 på Konstnärshuset och efter en inbjudan från Svenska konstnärernas förening ställde han åter ut där 1941. En utställning med hans konst visades på Åmells konsthandel 1988. Johansson var en av medlemmarna som bildade Svenska konstnärernas förening 1890 och han valdes in som 
ledamot av Konstakademien 1934.
Han var som målare vederhäftig och ställde stora krav på det tekniska kunnandet. Han började med att måla små sirligt utpenslade landskapsbilder i traditionell stil, men efter att han kom i kontakt med de franska konstnärerna Claude Monet och Camille Pissarros konst blev hans bilder mer impressionistiska. Han arbetade han med ett nationellt betonat stämningsmåleri med klarare och kallare färger, med ett sakligt analyserande av fotografin och där vegetationen framträdde mer markant. På äldre dagar använde han en märkbar blå ton i sitt måleri vilket resulterade och i smeknamnet Ultramarin-Johansson.  
Ett exempel på en målning med hans impressionistiska stil och ultramarina colorit är målningen Summer Landscape From Ångermanland, Sweden, målad 1916. 
Eftersom han hämtade de flesta av sina motiv från Norrland fick han även epitetet Norrlandsmålaren. Johansson är representerad vid Nationalmuseum i Stockholm, Kalmar konstmuseum och Hudiksvalls kommun.
Johansson var son till bokhandlaren i Härnösand Johan August Johansson, född i Jönköping, och hans hustru Charlotta Catharina Bergström, född på Hemsön, samt från 1904 gift med Märta Berglund. En son till makarna var Ulf Johansson.

## Galleri (verk i urval)

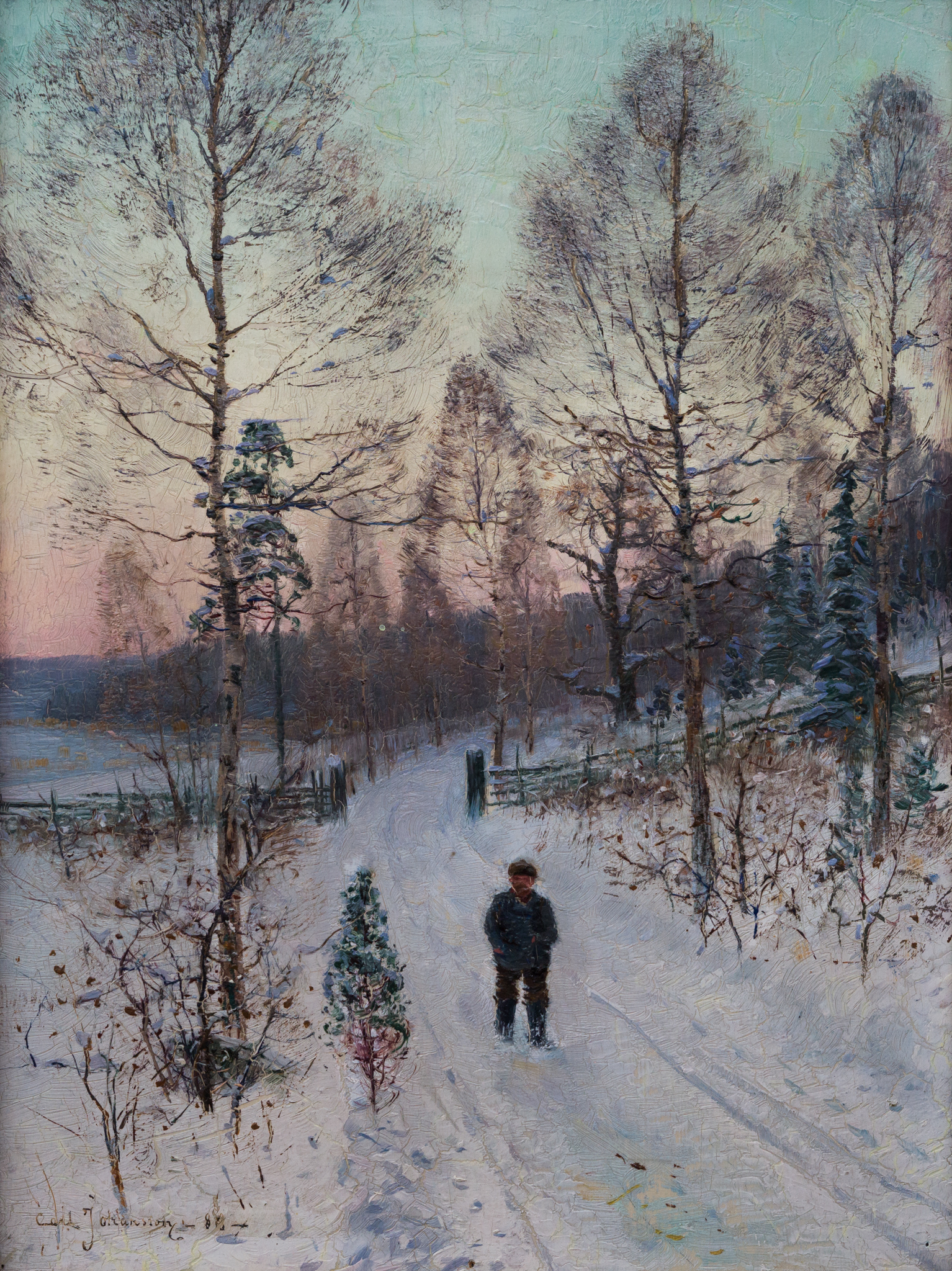
Vinterpromenaden, 1886
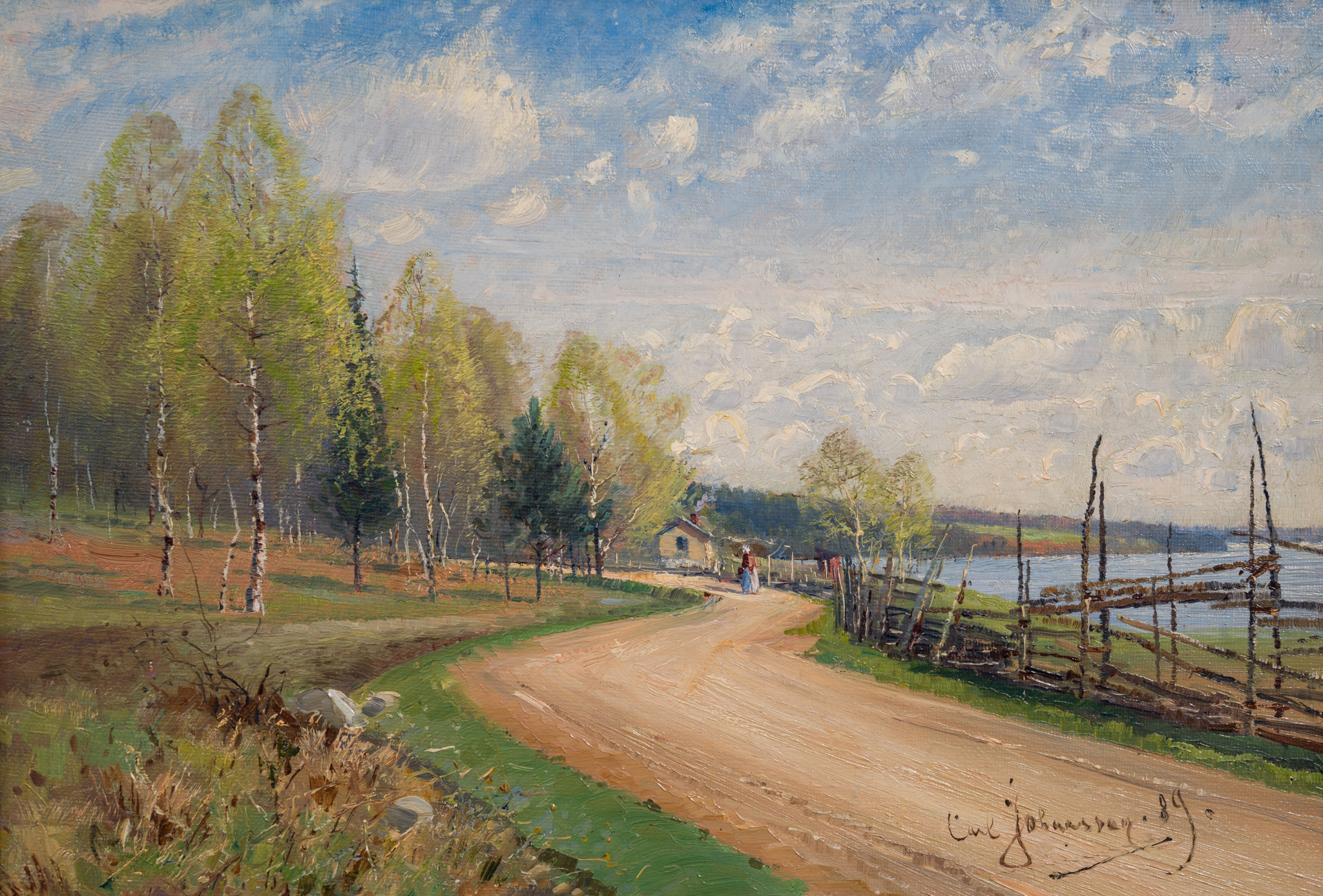
Sommarlandskap med väg, 1889
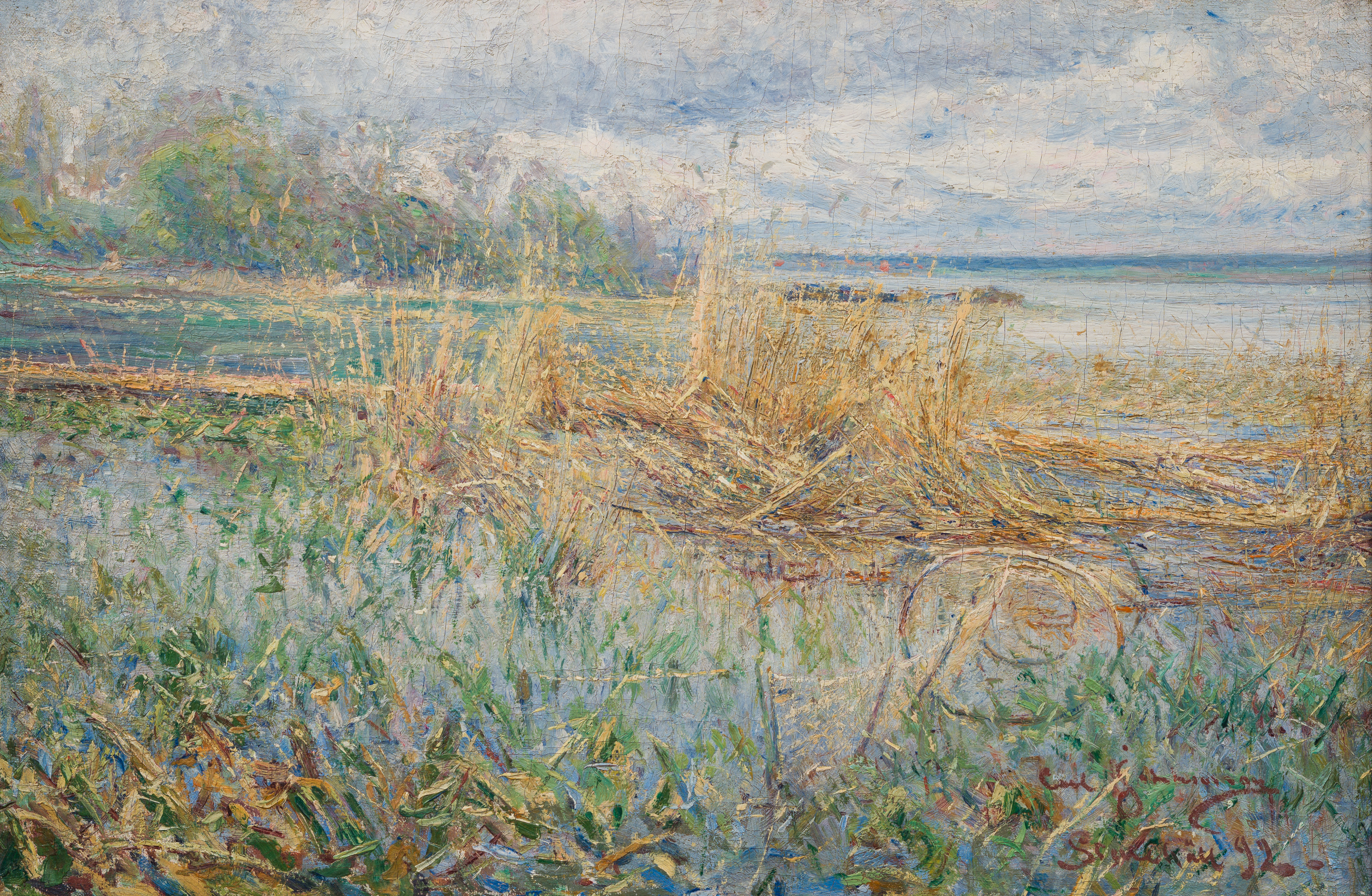
Sturehäll (Sturehov), 1892
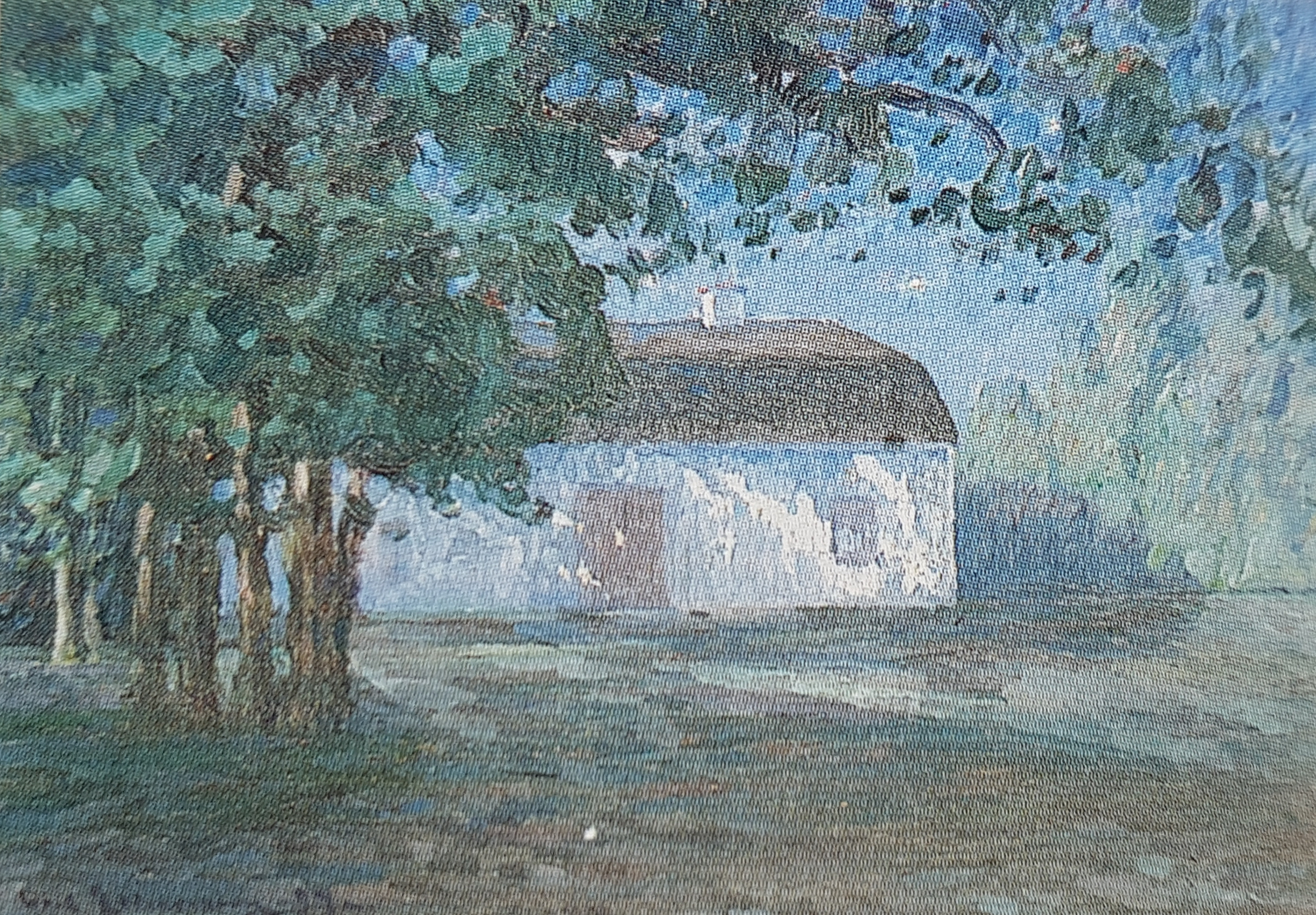
Månsken Söderfors
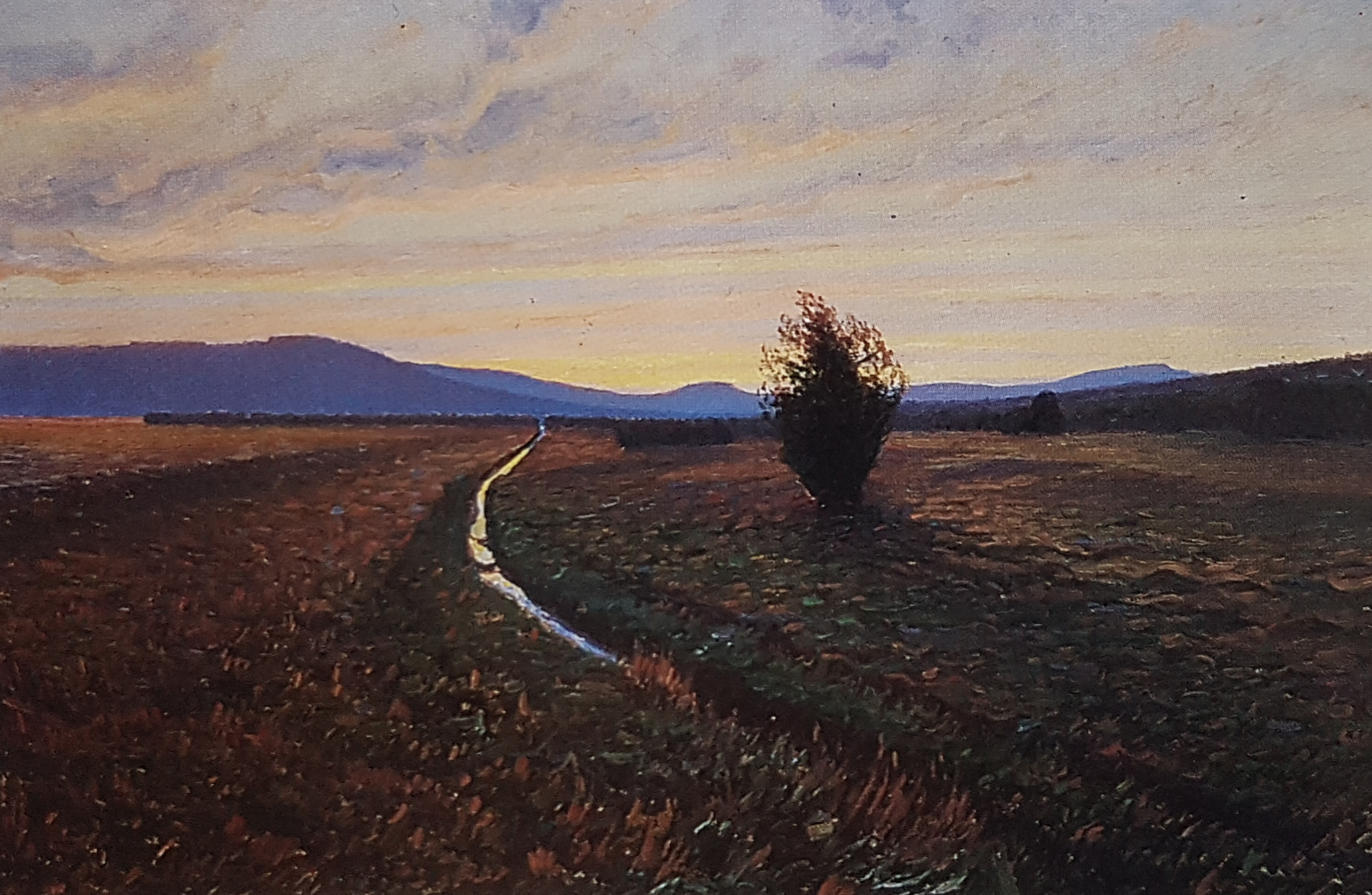
Norrländsk myr
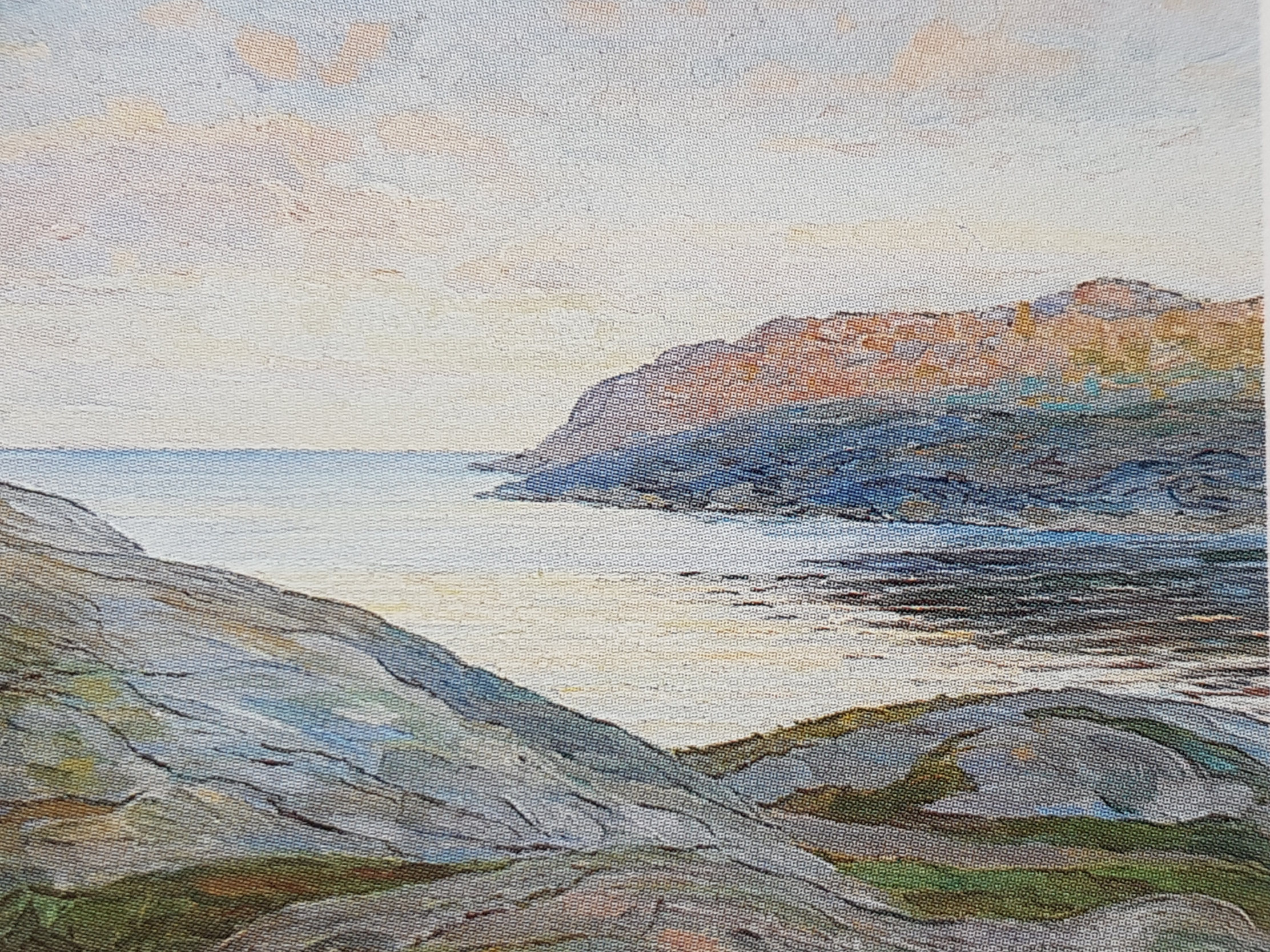
Kustlandskap med berg
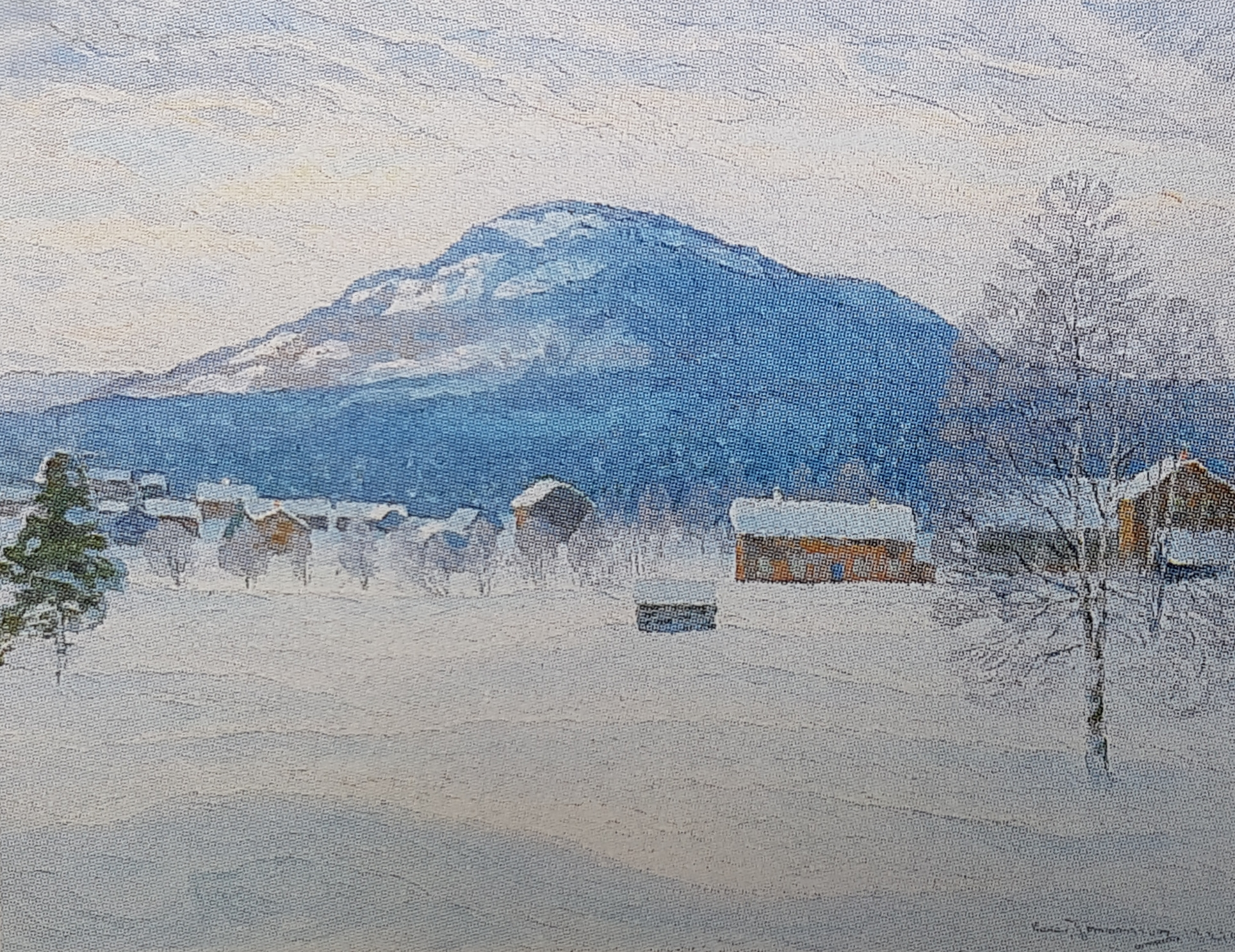
Vinterdag vid Getberget
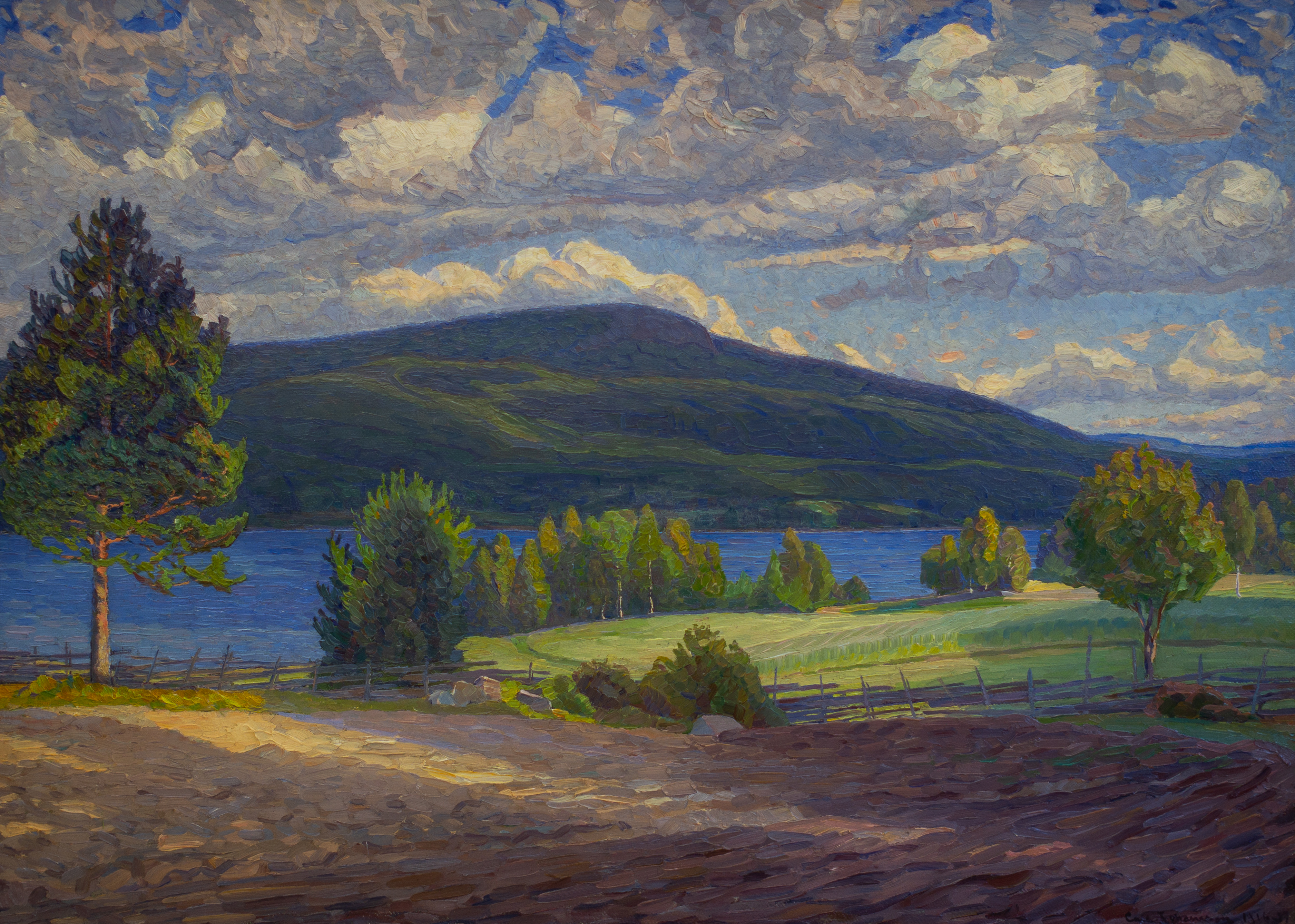
Sommarlandskap från Ångermanland